# 布魯斯·包溫
小布鲁斯·埃里克·鲍文（英語：Bruce Eric Bowen Jr.，1971年6月14日—）前美國NBA職業籃球運動員，主要位置是小前鋒，但時常因防守需要而調換到得分後衛或大前鋒。雖然沒有得過NBA最佳防守球員的頭銜，但其生涯多次入選NBA最佳防守陣容，防守實力強。但其充滿暴力不惜弄傷對手的防守方式也帶來十分大的爭議。職業生涯初期流浪各，後來定居馬刺，退休後擔任ESPN的球評，亦時常回到馬刺指導年輕球員防守。

## 早年
布魯斯·包溫出生於加州默塞德，高中時包溫努力磨練籃球技巧並成為愛迪生高中的明星球員後來在加州州立大學富爾頓分校打過四年球，合計出賽101場平均11.4分及5.8個籃板。大四他以平均16.3分、6.5籃板及2.3助攻入選NCAA西區第一隊。包溫也是隊史總得分第12名（1,155）及總籃板數第7名（559）。
包溫從大學畢業後參加NBA選秀，可是並沒有受到NBA球隊的青睞。

## 職業生涯

### 早年流浪（1993-1997）
大學四年畢業後，包溫參加1993年NBA選秀大會但最後落選。之後選擇在法國和美國大陸籃球協會中打滾，但五年換了五支球隊。而之後幸運的與邁阿密熱火簽訂10天短約，但之後只出賽1分鐘，獲得1阻攻。
從1997到1999這幾年間包溫則分別在邁阿密熱火、波士頓塞爾提克、費城76人等NBA球隊擔任替補的工作，但並沒有太多上場機會和突出的表現。

### 重大轉折（1997-2001）
在1999-00 NBA賽季包溫與費城76人簽約隨後被交易至芝加哥公牛但立刻就被揮棄，而之後被邁阿密熱火選走，重返邁阿密的第一年，還是擔任替補的工作，但在帕特·萊利的熱血調教之下，包溫成長為一名聯盟中最優秀的外線防守者並在第二個賽季隨即受到重用，出賽全部的82場，平均7.6分、3.0籃板、1.6助攻及1.01抄截，許多數據都創下生涯新高。而此賽季他的出賽時間（2,685 vs 2,678）、總得分（623vs.606）及三分球命中數（103vs.54）勝過他前四個球季的總和。
自此賽季開始，包溫找到了他在NBA中的定位，並開始以「防守」建立自己的名氣，球季結束後，首次獲選入NBA最佳防守陣容第二隊。

### 聖安東尼奧馬刺：遇見伯樂 (2001–2009)
2001年來到聖安東尼奧馬刺以後包溫的職業生涯才開始起飛。陣中擁有名人堂等級的中鋒大衛·羅賓森 、年輕的大前鋒提姆·鄧肯、歐洲明星東尼·帕克以及眾多具有天賦的角色球員。包溫黏人的防守技巧受到馬刺教頭帕帕維奇的重用，2002年3月1日，包溫因為踢了沃利·瑟比亞克的臉而收到了他NBA生涯的第一張罰款，在2002年NBA季後賽，包溫先發出賽全部的10場比賽，但在第二輪輸給了洛杉磯湖人。而包溫也第二度入選最佳防守陣容第二隊，雖然部分球評及球迷批評他是一名「骯髒」的防守者。
2002-03 NBA賽季包溫先發了全部82場比賽，他也第三度入選防守第二隊，並在31歲時隨隊獲得NBA總冠軍，但也連續兩季在NBA最佳防守球員票選中屈居第二，而兩季都輸給班·華勒斯。
而他頑強的防守也惹來批評聲浪，尤其是文斯·卡特及史蒂夫·法蘭西斯控訴包溫在他們跳投時，刻意將腳伸向腳的落點並意圖使他們受傷，但包溫從未承認此事。Inside Hoops的專欄作家M.J. Darnell則認為：「他們一直在抱怨是因為包溫不斷的用方法在挑釁、激怒他們，不過他只是打的比較強硬，身體接觸比較多，倒不是故意想讓別人受傷，2004年NBA季後賽馬刺在西區準決賽被湖人隊擊敗。而包溫則是首度入選防守第一隊。
2005年NBA總決賽，馬刺以4-3擊敗底特律活塞奪得冠軍。包溫再度入選防守第一隊。
2006年3月，包溫因為用腳蓄意踢雷·艾倫的背，而被罰款美金10,000元，同時兩人的情誼也宣告破裂。2006年NBA季後賽馬刺隊在西區準決賽被小牛隊擊敗，而包溫第三度入選防守第一隊。
2007年NBA季後賽，西區第一輪對上陣中擁有艾倫·艾佛森、卡梅羅·安東尼的丹佛金塊隊，而包溫與鄧肯用他們堅強的防守成功壓制住金塊隊的進攻，以四比一淘汰金塊隊。第二輪比賽，馬刺隊對上鳳凰城太陽。包溫成為爭議的主角，比賽中他用他的膝蓋頂到了史蒂夫·奈許的鼠蹊部，奈許當下痛到倒地，早在第3戰賽前，太陽中鋒阿瑪雷·史陶德邁爾就曾抱怨包溫故意踢他，蓄意讓他受傷，但NBA官方重新檢視比賽影帶後，並沒有做出懲處。ESPN的專欄作家比爾·西蒙斯表示包溫是"a cheap player who's going to seriously hurt someone someday"（一個隨時準備要傷害人的無恥之徒），但西蒙斯也提到包溫"ultimately makes his team better"（終使球隊更好）。包溫的防守功力也幫助球隊在2007年NBA總決賽有效地壓制住雷霸龍·詹姆士的進攻火力，最終以四比零橫掃克里夫蘭騎士隊奪下冠軍。
2007-08 NBA賽季，包溫已成為36歲的老將，但依舊先發了81場比賽，而包溫第五度入選防守第一隊。2008年3月12日，包溫因為在比賽中用腳踹了倒在地上爭球的克里斯·保羅而在事後被罰款美金7,000元並禁賽一場。而包溫在此季的NBA最佳防守球員票選中第三度屈居第二輸給了馬吉斯·坎比。2008年NBA季後賽，包溫無法阻擋柯比·布萊恩的進攻火力，讓他以平均29.2分的優異表現帶領湖人四比一在西區冠軍戰擊敗馬刺。包溫從2001年到2008年皆保持著全勤健康出席，而當季因為被禁賽一場而中斷連續82場全勤。
2008-09 NBA賽季是包溫在馬刺隊的最後一季，雖然他打了80場比賽，但大多是替補出賽，比賽時間大幅縮水（從30+到18.9）。2009年NBA季後賽，馬刺以54勝28敗的戰績取得第三種子，但因為主力球員馬努·吉諾比利受傷，馬刺隊在第一輪就被小牛隊淘汰，也是從2000年以來第一次在首輪止步。
2009年6月23日，包溫、庫特·湯瑪斯與法夫里西奧·奧韋爾托被交易至密爾瓦基公鹿隊以交換理察·傑佛遜。2009年7月31日，包溫被釋出並在9月3日宣布退休。
2012年3月21日馬刺隊於主場的比賽中為包溫高掛球衣，背號12號永久退休。
從2001到2009年間，包溫隨馬刺奪下三座總冠軍，包溫的防守功不可沒。雖然包溫並沒有得過NBA最佳防守球員的頭銜，但是他五次入選NBA最佳防守阵容第一隊，三次入選NBA最佳防守阵容第二隊。由此可見包溫在馬刺隊的重要性。

## 國家隊生涯
2006年，美國隊教練麥克·沙舍夫斯基邀請包溫加入美國國家男子籃球隊，為了參加2006年世界籃球錦標賽，當時他35歲是陣中最老的球員，K教練說球隊需要像包溫這樣的防守球員，然而儘管陣中搖擺人安東·傑米森、卡梅羅·安東尼及德韋恩·韋德接連受傷，包溫還是只有很少的出賽時間。雖然他參加了幾次練習及訓練營，但最終還是沒能入選國家隊，他也向媒體表達他的失望，並希望可以參加2008年奧運。但最終還是沒能入選國家隊。

## 球員特色

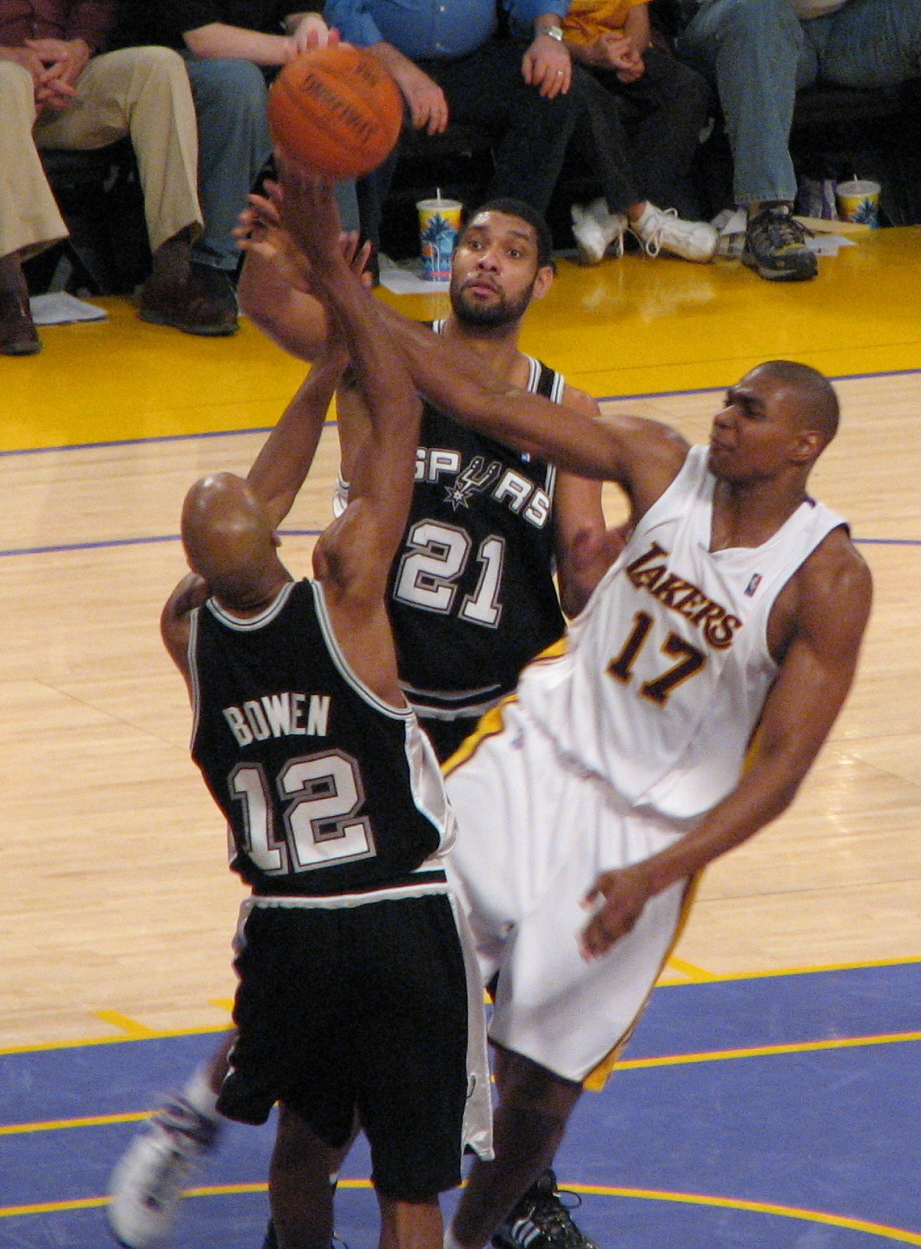
包溫 上籃

身高6呎7吋、體重200磅，並沒有過人的身材或速度，卻成為NBA最佳的外線防守者之一，生涯八次入選最佳防守陣容，防守功力毋庸置疑。
進攻端包溫甚少參與進攻，他的罰球命中率不佳，有時甚至會成為駭客戰術的對象。然而對手也不敢輕易放他空檔，包溫的「底角三分球」是他最主要的武器，同時他也相當精準 （在2,082次投籃中，生涯命中率.393）。此外，包溫從2002年2月28日到2008年3月12日連續500場出賽也被運動畫刊稱讚他為NBA中的「鋼鐵人」。
包溫在2005年回應球迷的信件中提到：「防守是一點點的天份及大量的努力，我認為最重要的事是『面對強者永遠保持挑戰的心態，即使沒有勝利，永遠再試一次』」。他同時也說到成為好的籃球員的關鍵就是「努力並確保你享受比賽」。而包溫則認為卡梅羅·安東尼及雷·艾倫是最難防守的球員。

## 個人生活
包溫是布魯斯·包溫一世及Dietra Campbell的兒子，而他因為母親的毒癮以及父親的酒癮問題，度過一個不快樂且充滿問題的童年。他的母親甚至為了吸毒而賣掉家中電視。今日包溫與他的親生父母已經疏遠，反而是同年玩伴Quinn·Crozier和他在大學時遇到的養父母Robert·Thrash及Sandra·Thrash，成為了他最親近的人。
包溫娶Yardley Barbon為妻，並生下兩個小孩。他致力於幫助減少兒童肥胖症，並成立了名為「Get fit with Bruce and Buddy」 的公益活動，為兒童提供營養指導和日常體育鍛鍊。他也是達拉斯牛仔與德克薩斯州大學奧斯汀分校橄欖球校隊的球迷，並成立布魯斯·包溫基金會以提供獎助學金。2006年獲得加州州立大學富爾頓分校的傳播學學士學位，之後在德克薩斯州大學聖安東尼奧分校兼課，並希望是成為一名正式教師。

## NBA职业生涯数据

### 常规赛
| 賽季     | 球隊           | GP  | GS  | MPG  | FG%  | 3P%  | FT%  | RPG | APG | SPG | BPG | PPG |
| -------- | -------------- | --- | --- | ---- | ---- | ---- | ---- | --- | --- | --- | --- | --- |
| 1996–97  | 迈阿密热火     | 1   | 0   | 1.0  | .000 | .000 | .000 | .0  | .0  | .0  | 1.0 | .0  |
| 1997–98  | 波士顿凯尔特人 | 61  | 9   | 21.4 | .409 | .339 | .623 | 2.9 | 1.3 | 1.4 | .5  | 5.6 |
| 1998–99  | 波士顿凯尔特人 | 30  | 1   | 16.5 | .280 | .269 | .458 | 1.7 | .9  | .7  | .3  | 2.3 |
| 1999–00  | 费城76人       | 42  | 0   | 7.4  | .356 | .500 | .500 | .9  | .4  | .2  | .1  | 1.4 |
| 1999–00  | 迈阿密热火     | 27  | 2   | 21.0 | .380 | .464 | .613 | 2.2 | .7  | .5  | .4  | 5.1 |
| 2000–01  | 迈阿密热火     | 82  | 72  | 32.7 | .363 | .336 | .609 | 3.0 | 1.6 | 1.0 | .6  | 7.6 |
| 2001–02  | 圣安东尼奥马刺 | 59  | 59  | 28.8 | .389 | .378 | .479 | 2.7 | 1.5 | 1.0 | .4  | 7.0 |
| 2002–03† | 圣安东尼奥马刺 | 82  | 82  | 31.3 | .466 | .441 | .404 | 2.9 | 1.4 | .8  | .5  | 7.1 |
| 2003–04  | 圣安东尼奥马刺 | 82  | 82  | 32.0 | .420 | .363 | .579 | 3.1 | 1.4 | 1.0 | .4  | 6.9 |
| 2004–05† | 圣安东尼奥马刺 | 82  | 82  | 32.0 | .420 | .403 | .634 | 3.5 | 1.5 | .7  | .5  | 8.2 |
| 2005–06  | 圣安东尼奥马刺 | 82  | 82  | 33.6 | .433 | .424 | .607 | 3.9 | 1.5 | 1.0 | .4  | 7.5 |
| 2006–07† | 圣安东尼奥马刺 | 82  | 82  | 30.0 | .405 | .384 | .589 | 2.7 | 1.4 | .8  | .3  | 6.2 |
| 2007–08  | 圣安东尼奥马刺 | 81  | 81  | 30.2 | .407 | .419 | .652 | 2.9 | 1.1 | .7  | .3  | 6.0 |
| 2008–09  | 圣安东尼奥马刺 | 80  | 10  | 18.9 | .422 | .429 | .538 | 1.8 | .5  | .4  | .2  | 2.7 |
| 职业生涯 |                | 873 | 644 | 27.6 | .409 | .393 | .575 | 2.8 | 1.2 | .8  | .3  | 6.1 |

### 季后赛
| 賽季     | 球隊           | GP  | GS  | MPG  | FG%  | 3P%  | FT%   | RPG | APG | SPG | BPG | PPG |
| -------- | -------------- | --- | --- | ---- | ---- | ---- | ----- | --- | --- | --- | --- | --- |
| 2000     | 迈阿密热火     | 10  | 0   | 15.7 | .370 | .227 | .625  | 1.0 | .8  | .7  | .4  | 3.5 |
| 2001     | 迈阿密热火     | 3   | 3   | 19.3 | .313 | .250 | .000  | .7  | .7  | .7  | .7  | 4.0 |
| 2002     | 圣安东尼奥马刺 | 10  | 10  | 34.5 | .410 | .440 | .500  | 3.3 | 1.4 | 1.1 | .7  | 6.8 |
| 2003†    | 圣安东尼奥马刺 | 24  | 24  | 31.3 | .372 | .438 | .548  | 2.9 | 1.6 | .8  | .7  | 6.9 |
| 2004     | 圣安东尼奥马刺 | 10  | 10  | 29.8 | .365 | .379 | .231  | 2.9 | 1.0 | .4  | .3  | 6.0 |
| 2005†    | 圣安东尼奥马刺 | 23  | 23  | 35.4 | .359 | .433 | .647  | 2.9 | 1.6 | .5  | .6  | 5.7 |
| 2006     | 圣安东尼奥马刺 | 13  | 13  | 34.0 | .525 | .500 | .500  | 2.2 | 1.2 | .9  | .6  | 6.2 |
| 2007†    | 圣安东尼奥马刺 | 20  | 20  | 34.5 | .395 | .446 | .500  | 4.1 | 1.3 | 1.4 | .2  | 6.5 |
| 2008     | 圣安东尼奥马刺 | 17  | 17  | 29.9 | .398 | .407 | .727  | 1.9 | 1.4 | .6  | .3  | 6.1 |
| 2009     | 圣安东尼奥马刺 | 5   | 2   | 26.0 | .538 | .556 | 1.000 | 3.0 | .6  | .6  | .0  | 4.2 |
| 职业生涯 |                | 135 | 122 | 31.0 | .394 | .422 | .553  | 2.7 | 1.3 | .8  | .5  | 6.0 |